# Leucophenga cooperensis
Leucophenga cooperensis är en tvåvingeart som beskrevs av Bock 1979. Leucophenga cooperensis ingår i släktet Leucophenga och familjen daggflugor. Inga underarter finns listade i Catalogue of Life.